# Ургуш
Ургуш (баш. Урғыш) — село в Караидельском районе Республики Башкортостан Российской Федерации. Административный центр Ургушевского сельсовета.

## География

### Географическое положение
Расстояние до:
- районного центра (Караидель): 25 км,
- ближайшей ж/д станции (Щучье Озеро): 110 км.

## История
Село основано, по мнению историка А. З. Асфандиярова, в 1860-х годах.

## Население
| 2002 | 2009 | 2010 |
| ---- | ---- | ---- |
| 654  | ↗712 | ↘704 |

### Национальный состав
Согласно переписи 2002 года, преобладающие национальности — русские (55 %), татары (30 %).

## Инфраструктура
В селе функционирует оздоровительный лагерь «Айдос».